# 小行星4763
小行星4763（英語：4763 Ride）是一颗围绕太阳公转的小行星。1983年1月22日，愛德華·鮑威爾在可可尼诺县发现了此天体。
这颗小行星的绝对星等为213.7388336882736等。